# Cuaternos
Cuaternos es un núcleo de población del municipio de Cuacos de Yuste, en la provincia de Cáceres, Comunidad Autónoma de Extremadura (España). Se encuentra en la ribera del río Tiétar. Sus habitantes se dedican exclusivamente a las faenas agrícolas. Es zona de regadío.